# Grevensberg
Grevensberg är ett naturreservat i Norbergs kommun i Västmanlands län.
Området är naturskyddat sedan 1937 och är 2 hektar stort. Reservatet består av tall och gran samt lite vårtbjörk och sälg.